# Roella triflora
Roella triflora är en klockväxtart som först beskrevs av Ronald D'Oyley Good, och fick sitt nu gällande namn av Robert Stephen Adamson. Roella triflora ingår i släktet Roella och familjen klockväxter. Inga underarter finns listade i Catalogue of Life.